# Сборная Ботсваны по регби
Сборная Ботсваны по регби представляет Ботсвану в международных матчах по регби-15 высшего уровня. Команда участвовала в отборочных турнирах к чемпионату мира, но ещё не выходила в финальную часть мирового первенства. Ботсвана занимает 72-е место в мировом рейтинге сборных IRB.

## История
Первый матч команды, завершившийся самым крупным поражением в её истории состоялся осенью 1996 года. Соперник Ботсваны — Зимбабве — набрал 130 очков, пропустив только 10. Первая победа пришла к чёрно-голубым в 2001 году. Тогда Ботсвана выиграла у Свазиленда со счётом 13:3. Тогда же команда приняла участие в африканском отборочном турнире к кубку мира 2003 года. В 2004 году Ботсвана выиграла четыре матча подряд, превзойдя Танзанию, Свазиленд, Нигерию и Мали.
Отбор к французскому чемпионату мира 2007 года вновь прошёл при участии Ботсваны. Сборная попала в южную группу раунда 1A вместе с Замбией и Свазилендом. Ботсвана проиграла Замбии со счётом 24:28, и, несмотря на победу над другим соперником, коллектив выбыл из дальнейшей борьбы.

## Текущий состав
| - Катлего Мохутсива - Шатисо Нтиби - Молиби Мафаньяне - Тато Ндове - Тефхо Кеотепиле - Сегопотсо Динтве - Эдвард Остейзен - Конрад Нтсебе - Леседи Кеекае | - Бики Мавела - Голосванг Балесенг - Кабо Батсиле - Омфиле Дебула - Кагисо Молефхи - Каго Бонанг - Лемпалетсе Нгака - Кетшидиле Матенанга - Эдди Эрнест |

## Результаты

### Чемпионат мира
- 1987: не приглашены
- 1991: не участвовали
- 1995: не прошли отбор
- 1999: не прошли отбор
- 2003: не прошли отбор
- 2007: не прошли отбор
- 2011: не прошли отбор
- 2015: не прошли отбор

### Общие
По состоянию на 19 июня 2013 года.
| Соперник       | Матчи | Победы | Поражения | Ничьи | Доля побед |
| -------------- | ----- | ------ | --------- | ----- | ---------- |
| Арабский залив | 1     | 0      | 1         | 0     | 0 %        |
| Замбия         | 8     | 3      | 5         | 0     | 38 %       |
| Зимбабве       | 3     | 0      | 3         | 0     | 0 %        |
| Кения          | 1     | 0      | 1         | 0     | 0 %        |
| Маврикий       | 1     | 1      | 0         | 0     | 100 %      |
| Мадагаскар     | 2     | 0      | 2         | 0     | 0 %        |
| Мали           | 1     | 1      | 0         | 0     | 100 %      |
| Намибия        | 1     | 0      | 1         | 0     | 0 %        |
| Нигерия        | 1     | 1      | 0         | 0     | 100 %      |
| Реюньон        | 1     | 1      | 0         | 0     | 100 %      |
| Эсватини       | 6     | 4      | 1         | 1     | 67 %       |
| Сенегал        | 1     | 0      | 1         | 0     | 0 %        |
| Танзания       | 1     | 1      | 0         | 0     | 100 %      |
| Уганда         | 2     | 0      | 2         | 0     | 0 %        |
| Всего          | 30    | 12     | 17        | 1     | 40 %       |